# Разлив мазута в Керченском проливе
Разлив мазута в Керченском проливе — экологическая катастрофа, произошедшая 15 декабря 2024 года из-за разлома корпусов двух российских нефтяных танкеров класса «Волгонефть» — «Волгонефть-212» и «Волгонефть-239» — во время шторма в Керченском проливе. Оба судна перевозили мазут, который в результате аварии частично попал в акваторию Чёрного моря.
Оценки объёма утечки мазута варьировались. Первоначально экологи предполагали, что в море вытекло около 3-4 тыс. тонн из перевозимых 9,2 тыс. тонн. К концу января спасатели сообщили, что с затонувшего судна «Волгонефть-239» удалось извлечь лишь около 1,5 тыс. тонн, тогда как, по оценкам экологов, ещё около 5 тыс. тонн на тот момент оставалось в воде. По подсчётам Greenpeace, площадь загрязнения нефтепродуктами достигла 400 км².
Утечка привела к серьёзным последствиям. Уже 17 декабря в Анапе и ряде населённых пунктов Темрюкского района Краснодарского края ввели режим чрезвычайной ситуации, а 26 декабря его повысили до федерального уровня. К середине января мазутом были загрязнены не менее 54 км береговой линии Краснодарского края (от посёлка Веселовка Темрюкского района до станицы Благовещенской близ Анапы) и 15 км побережья Крыма (Керчь, Тобечик, Севастополь, Феодосия, Алушта и Судак, вход в Балаклавскую бухту).
Наибольший ущерб разлив нанёс популяциям птиц, морских млекопитающих и донных организмов, служащих кормовой базой для рыб. К 24 декабря было зафиксировано более 200 погибших птиц; впоследствии их общее количество оценивалось в 15-20 тысяч. Среди жертв отмечались редкие и охраняемые виды. Также была зафиксирована гибель около 70 дельфинов. В непосредственной близости от места разлива расположены Опукский заповедник и ландшафтно-рекреационный парк «Мыс Такиль».
По данным МЧС, к 12 января с пляжей Анапы и Темрюкского района было вывезено 157 тыс. тонн загрязнённого нефтепродуктами песка и грунта (из собранных 162 тыс. тонн). Однако, по оценкам экологов, для полной очистки требовалось до 500 тыс. тонн, что угрожало целостности береговой линии и рекреационной инфраструктуры.
Несмотря на заявления властей о выделении значительных ресурсов и привлечении техники, волонтёры и местные жители указывали на нехватку средств индивидуальной защиты, слабую координацию работ и сложности с вывозом загрязнённого песка. Экологи подчёркивали, что восстановление экосистемы может занять до десяти лет и потребует усилий, превышающих первоначальные расчёты. Экологи и добровольцы отмечали сложность очистки береговой линии, подчёркивая, что даже активные меры не позволят собрать весь разлитый мазут.
4 января глава Следственного комитета Александр Бастрыкин поручил возбудить уголовное дело из-за жалоб на недостаточные меры по ликвидации разлива мазута. Также СК Также были возбуждены уголовные дела в отношении капитанов обоих танкеров, которым вменяется нарушение правил эксплуатации морского транспорта, повлекшее гибель человека. Президент России Владимир Путин назвал разлив одной из «самых серьёзных экологических проблем», с которыми столкнулась Россия в 2020-х годах.

## Происшествия

### Кораблекрушения
Сигналы о происшествиях в Керченском проливе поступили утром 15 декабря 2024 года. Первый подал танкер, перевозивший мазут из Ростова-на-Дону до перегрузочного участка порта «Кавказ» в Чёрном море. Через 10 минут на фоне сильного волнения корпус судна «Волгонефть-212» переломился в районе миделя. В 10:20 аналогичные повреждения получил второй танкер — «Волгонефть-239», который дрейфовал к берегу и сел на грунт в 80 метрах от побережья в районе мыса Панагия.
Экипаж «Волгонефти-239» эвакуировали только утром в понедельник: спасательная операция была приостановлена на ночь из-за шторма. Из 13 членов экипажа «Волгонефти-212» спасти удалось 12 человек, один погиб. Одиннадцать моряков были госпитализированы с признаками переохлаждения. На борту «Волгонефти-239», севшей на мель в 18 метрах от берега, находились 14 человек, никто из них не пострадал.
Издание «Важные истории» сообщало, что затонувшие суда участвовали в экспорте нефтепродуктов из России в обход санкций, наложенных из-за российского вторжения в Украину. Только за декабрь 2024 и январь 2025 в районе аварии было зафиксировано ещё 11 аналогичных судов, нарушавших правила эксплуатации. Устаревшие суда этого типа ранее уже становились причиной экологических катастроф — в 1999 году в Мраморном море и в 2007 году в Керченском проливе.
17 декабря 2024 года ещё один танкер — «Волгонефть-109» — подал сигнал бедствия; судно удалось спасти и поставить на якорную стоянку в порту «Кавказ». Украинская рабочая группа по изучению экологических последствий военных действий заявила, что нефтепродукты с этих судов предназначались для нефтеперерабатывающих заводов Индии. Экологи отмечали, что такие суда часто ведут рискованную деятельность — переваливают грузы с борта на борт и отключают передатчики AIS, передающие информацию о местоположении судна другим кораблям и береговым службам. 5 февраля Министерство транспорта России объявило о проверке более 500 компаний, эксплуатирующих танкерный флот во внутреннем и морском судоходстве.

### Спасательная операция и демонтаж
Оба танкера перевозили около 9,2 тыс. тонн мазута, из которых, по предварительным оценкам, в море попало около 3 тыс. тонн. Президент России Владимир Путин поручил правительству создать специальную рабочую группу для координации спасательной операции и ликвидации последствий разлива топлива. Следственный комитет России возбудил уголовные дела по факту нарушения правил безопасности морского транспорта, повлёкшего смерть по неосторожности.
В холодной воде мазут загустел, что замедлило его утечку, но также осложнило работы по локализации загрязнения. 26 декабря в Новороссийск доставили специальную установку для откачки топлива, однако из-за шторма водолазные работы временно приостановили.
10 января при мониторинге района крушения «Волгонефти-239» обнаружили новый выброс нефтепродуктов. Это произошло из-за того, что топливные танки судна не были извлечены, несмотря на распоряжение президента. Образовавшееся мазутное пятно распространилось на 3 тыс. км². Очистку поверхности удалось завершить только к 26 января — к этому моменту спасатели извлекли около 1,5 тыс. тонн нефтепродуктов. Планировалось начать демонтаж судна, однако окончательное решение о судьбе его обломков на тот момент ещё не было принято. По оценкам экспертов, подъём затонувших танкеров может занять от трёх месяцев до года, а стоимость работ составит от 200 млн до 1 млрд рублей.
К середине апреля 2025 года на дне оставались носовая часть танкера «Волгонефть-239» и расколовшееся судно «Волгонефть-212», в которых, по оценкам, сохранялось до 3,9 тыс. тонн мазута. Власти приняли решение накрыть обломки саркофагами с отверстиями для последующей откачки остатков топлива.

## Последствия
17 декабря – первые сообщения о пятнах у населённых пунктов Веселовка, Благовещенская и Витязево.

26 декабря – зафиксированы первые признаки загрязнения у южного побережья Крыма.

3 января – мазутное пятно было обнаружено у берегов Севастополя, на юго-западном побережье Крыма.

7 января – зарегистрированы небольшие пятна в районе Евпатории.

10 января – обнаружено семь новых пятен, в том числе на побережье четырёх районов Крыма и на острове Тузла.

12 января – пятно протяжённостью более 14 километров обнаружено на Бердянской косе

24 января – после штормовой погоды мазут был зафиксирован вблизи Дунайского биосферного заповедника и Национального природного парка «Тузловские лиманы», примерно в 130 километрах к юго-западу от Одессы.

3 февраля –  сообщалось о движении мазута в сторону Мариуполя.

13–15 апреля — вновь зафиксированы мазутные загрязнения на участке побережья в районе Керчи протяжённостью 1,6 км.

### Экология
17 декабря из-за разлива нефтепродуктов в Анапе, посёлке Веселовка и населённых пунктах Запорожского, Новотаманского, Таманского и Сенного Темрюкского района Краснодарского края был введён режим чрезвычайной ситуации. Следы загрязнения обнаружили на береговой линии, протянувшейся на десятки километров — от Веселовки в Темрюкском районе до станицы Благовещенской в Анапе. 26 декабря режим ЧС был повышен до федерального уровня.
Сразу после аварии экологи предупреждали о возможных долгосрочных последствиях. По состоянию на 17 декабря оценочная площадь загрязнённого участка достигала 30-40 тыс. км², исходя из расчёта, что одна тонна углеводородов может растечься на 12 км². К середине января мазутом были покрыты минимум 54 километра береговой линии Краснодарского края и 15 километров побережья Крыма. Часть пятна оставалась в открытом море. По данным МЧС, к 11 января с пляжей Анапы и Темрюкского района вывезли 157 тыс. тонн загрязнённого песка и грунта. Одновременно велись работы по откачке топлива, оставшегося в танкерах, но они представляли экологический риск, требовали прокладки дорог к затонувшим судам, привлечения водолазов и использования специального оборудования.
Хотя в начале января Минтранс оценивал утечку в 2,4 тыс. тонн, к концу месяца эта цифра была увеличена до 5 тыс. тонн, большая часть которых оставалась в акватории. Спутниковые снимки от 10 января зафиксировали два крупных нефтяных пятна: одно — протяжённостью не менее 25 км, пересекающее пролив, и второе — длиной около 5,7 км. По оценке Greenpeace, общая площадь загрязнения достигала 400 км² и простиралась вплоть до берегов Крыма.
Разлив усугубил уже существующие экологические проблемы Чёрного моря, где общее загрязнение и потепление вод за последние десятилетия существенно повлияли на экосистему. За 40 лет температура воды в регионе повысилась на 2 °C в результате антропогенного глобального потепления. По различным оценкам, ежегодно в Чёрное море попадает около 9 тыс. тонн нефти — в результате погрузочно-разгрузочных операций, сбросов топлива, аварий и других инцидентов. Подобные разливы уже происходили ранее: в 2007 году в результате шторма танкер «Волгонефть-139» раскололся пополам, вылив в море около 3 тыс. тонн дизельного топлива и 7 тыс. тонн технической серы.
С 2022 года экосистема Чёрного моря уже испытывала серьёзные нагрузки из-за военных действий в ходе российского вторжения в Украину. Было зафиксировано массовое вымирание морских млекопитающих: в 2022 году погибло около тысячи дельфинов и морских свиней. Серьёзно пострадала и популяция афалин. Дополнительный ущерб нанёс прорыв плотины Каховской ГЭС, вызвавший попадание в море сточных вод, удобрений и нефтепродуктов. Экологи опасались, что международные и независимые организации могут не допустить к изучению последствий катастрофы в Керченском проливе.
Разлив мазута марки М100 представляет особую угрозу: вещество имеет температуру замерзания 25 °C, и при попадании в воду практически не поддаётся нейтрализации. По данным Greenpeace, его очистка «технически невозможна», а биоразложение может занять десятилетия. Учёные прогнозировали, что наибольшие экологические последствия проявятся ближе к лету, когда мазут, осевший на дне или находящийся в толще воды, начнёт всплывать и частично растворяться под действием солнечного света.
Также сообщалось, что российская сторона не допускала иностранные научные суда к забору проб воды, что затрудняло анализ распространения мазутного пятна в сторону Румынии, Болгарии и Турции. К марту спутниковые снимки зафиксировали движение нефтяных загрязнений в западном направлении.

#### Береговая линия
Очистка пляжей от нефтепродуктов сводилась к удалению верхнего слоя мазута, чтобы восстановить внешний вид побережья. Однако мелкие частицы загрязнения оставались, так как их невозможно было удалить вручную. С повышением температуры к лету мазут начнёт разлагаться, однако этот процесс займёт годы, и следы загрязнения могут вновь проявляться. Власти отчитывались лишь о снятии поверхностного слоя и создании видимости чистоты. Так, министр природных ресурсов Александр Козлов выразил надежду, что пляжи Анапы полностью восстановятся после разлива мазута уже к 2026 году. В то же время, по оценкам экологов, на полноценное восстановление экосистемы региона может потребоваться от 10 до 15 лет.

В отличие от сырой нефти, тяжёлое нефтяное топливо не остаётся на поверхности воды, а оседает на дно. Экологи предупреждали, что при отсутствии оперативных мер оно будет разлагаться десятилетиями под воздействием морских микроорганизмов, нанося долгосрочный ущерб морской среде: 
Под угрозой главный миграционный коридор экосистем Чёрного и Азовского морей — Керченский пролив. Дважды в год через пролив мигрируют все 38 видов промысловых рыб Азовского и западной части Чёрного моря. Там проходят пути черноморских афалин и азово-черноморских морских свиней — небольших дельфинов, достигающих в длину 1,5 метра. Может пострадать «роддом» афалин в Таманском заливе Чёрного моря
Научный директор Фонда защиты китов Владимир Латка
По оценкам специалистов, даже при организованных операциях удаётся собрать не более 10 % разлившегося топлива. К 24 декабря активной уборки мазута в море ещё не начиналось, что, по мнению экологов, значительно снижало шансы на эффективную ликвидацию последствий.
власти отчитались о вывозе более 150 тысяч тонн загрязнённого песка с пляжей. Однако, по экспертным оценкам, для полной очистки могло потребоваться до 500 тысяч тонн, что означало бы кардинальное изменение береговой линии и разрушение части рекреационной инфраструктуры. Активисты опасались, что вывезенный песок могут попросту закопать, как это ранее происходило, например, в Семикаракорском районе Ростовской области.
По данным на 18 марта, МЧС сообщало о сборе более 151 тысячи тонн загрязнённого песка и грунта, из которых почти 150 тысяч тонн приходились на Краснодарский край. К этому моменту Чёрное море прогрелось, и сгустки мазута начали всплывать со дна и выбрасываться течением на побережье Анапы. Волонтёрские организации сообщали о нехватке рабочих рук. В социальных сетях жители жаловались, что власти игнорируют сообщения о мазуте в отдалённых сёлах.
На галечных пляжах, таких как «Золотой берег» в Анапе, очистка усложнялась из-за особенностей береговой линии. Волонтёры вручную собирали загрязнённые камни, но на конец декабря не существовало эффективных методов очистки галечных пляжей. Некоторые отдалённые участки оставались практически нетронутыми. Например, в посёлке Артющенко, где доступ к загрязнённым зонам осложняли крутой берег и узкая пляжная полоса, работы по очистке к концу декабря так и не начались.
В начале апреля глава Республики Крым Сергей Аксёнов заявил о полной очистке пляжей, отметив, что «выбросы абсолютно незначительные, не влияющие на проведение курортного сезона». Однако уже 13-15 апреля в районе Керчи произошёл новый выброс мазута, ликвидацией которого, по сообщениям властей, занимались около 100 человек.

### Биоразнообразие
Утром 17 декабря на пляжах начали обнаруживать мазут. Местные Telegram-каналы опубликовали видео морских птиц, покрытых нефтепродуктами. По данным на 24 декабря было обнаружено 210 погибших птиц, а к концу месяца их число оценивалось в 15-20 тысяч. Вместе с тем, по информации оперативного штаба Краснодарского края, к 11 января в Анапе и Темрюкском районе было зарегистрировано около 5800 загрязнённых птиц, преимущественно чомг. По информации Министерства защиты окружающей среды и природных ресурсов Украины на 4 февраля, погибло более 700 птиц. Ещё минимум 250 поражённых особей обнаружены на побережье Грузии. Биологи отмечали, что эти цифры могут отражать лишь «вершину айсберга», поскольку даже выжившие птицы подвержены серьёзным рискам переохлаждения и долгосрочным последствиям для здоровья, включая поражения печени и желудочно-кишечного тракта.
18 декабря на берегу в Анапе волонтёры нашли молодую самку дельфина, погибшую в результате загрязнения. К 22 декабря число найденных мёртвых азовских дельфинов достигло 10, а к концу января — уже 70.
Экологи предупреждали, что эта катастрофа может привести к полному исчезновению черноморской свиньи — вымирающего вида из семейства китообразных. Даже если часть популяции выживет сейчас, её численность может сократиться до критического уровня, при котором вид неизбежно вымрет.
Основной ущерб утечка мазута наносит донным организмам — водорослям и моллюскам, которые служат кормовой базой для рыб, таких как черноморские бычки, камбала и кефаль. Через рыбу токсичные вещества могут попадать в организмы морских млекопитающих, птиц и человека. Наибольшую угрозу для здоровья людей представляет рыба, которая в ближайшие месяцы будет накапливать загрязняющие вещества из воды и пищи. В январе Роспотребнадзор пообещал усилить контроль за качеством рыбы на Черноморском побережье. По итогам анализа 200 проб отклонений не выявили. Однако, когда в 1997 году у побережья Японии затонул танкер «Находка», разлив до 5000 тонн мазута, японские власти приостановили рыболовство в зоне катастрофы минимум на год. Некоторые региональные депутаты также выступали за ограничение рыболовства. Хотя Росрыболовство заявило, что рыба «не подвергалась загрязнению и не представляет опасности для здоровья человека», СМИ сообщали о резком падении спроса на черноморские виды рыб и мидии. Региональные СМИ и биологи сообщали о случаях, когда пойманные рыбы «взрываются» от нефтепродуктов в кишечнике.
Кроме животных и птиц, от загрязнения пострадали и прибрежные экосистемы, включая места произрастания редких и занесённых в Красную книгу растений.

### Экономические
Оценки экологического вреда от разлива нефти существенно разнились. Изначально сообщалось, что в море попало 3,7 тыс. тонн мазута, а ущерб для водных объектов оценивался в 33,4 миллиарда рублей. Однако 2 января Министерство транспорта пересмотрело эти данные, уменьшив предполагаемый объём утечки до 2,4 тыс. тонн. Позднее рядом с севшим на мель танкером «Волгонефть-239» был зафиксирован новый выброс нефтепродуктов. По оценкам британских экологов, в случае если общий объём утечки достигнет 4 тыс. тонн, полная очистка экосистемы и побережья может потребовать до 64 миллионов долларов. Российские специалисты оценивали возможный экологический ущерб в пределах от 30 до 50 миллиардов рублей.
В середине января Росприроднадзор и Морречфлот не могли назвать точную сумму затрат, так как оценка ущерба продолжалась. При этом специалисты подчёркивали, что даже возможные компенсации не покроют реальные расходы на долгосрочную очистку и восстановление морской среды и прибрежной инфраструктуры.
Министерство экологии Украины оценило потенциальные затраты на ликвидацию последствий разлива в 14 миллиардов долларов. В то же время правительство России и Роспотребнадзор оценили ущерб от разлива мазута в Чёрном море в 84,94 миллиарда рублей.

### Туризм
16 декабря губернатор Краснодарского края Вениамин Кондратьев заявил о стабилизации обстановки. На следующий день после появления первых сообщений о мазутных пятнах у побережья он также заверил, что «угрозы курортному сезону на Кубани нет». В то же время экологи выражали обеспокоенность, что туристы продолжат приезжать в загрязнённые районы, несмотря на потенциальные риски.
По данным сервиса Traveline и Альянса туристических агентств, спрос на путёвки в Анапу по сравнению с зимой 2024 года упал на 35 % и 70 % соответственно. Тем не менее, по информации Ассоциации туроператоров России (АТОР), к середине января доля отменённых поездок в Анапу не превышала 2 %, поскольку большинство туристов не спешили отказываться от уже приобретённых билетов. В конце января глава комитета Государственной думы по делам семьи Нина Останина заявила о снижении бронирования детских оздоровительных и рекреационных учреждений в Анапе: более чем на 27 % в целом и на 40 % — на летний сезон.
Экологи предупреждали, что туристическая отрасль пострадает не только в 2024 году, но и в последующие сезоны 2025—2026 годов. По их словам, полностью очистить пляжи от мазута невозможно, а отдыхающие угрожают токсичные испарения, особенно опасные в тёплое время года, несмотря на их слабую выраженность зимой.
В апреле 2025 года все пляжи Анапы и нескольких других населённых пунктов были закрыты для отдыха из-за загрязнения мазутом. К использованию оставались пригодными лишь около 130 километров береговой линии. Турбизнес на Кубани получил право отсрочки на уплату налогов и страховых взносов за период с февраля по октябрь 2025 года.
Несмотря на экологическую катастрофу, российские регионы продолжили заключать контракты на приобретение путёвок для детского отдыха на побережье Чёрного моря, в том числе в Анапу и Крым. Уже после утечки мазута было подписано как минимум 15 контрактов на общую сумму свыше 300 миллионов рублей, включая путёвки для детей-инвалидов и сирот. Ассоциация туроператоров России сообщала, что только 10 % россиян отменили запланированные поездки после признания пляжей непригодными.

### Организм человека
Международное агентство по изучению рака ещё в 1988 году классифицировало тяжёлое топливо как потенциальный канцероген. В исследовании, посвящённом влиянию разлива топлива в Испании в 2002 году, было установлено, что чем дольше и теснее человек контактировал с загрязнением, тем выше становился риск развития заболеваний дыхательной системы. Однако в целом данные о долгосрочном воздействии мазута на здоровье человека остаются ограниченными.
В Анапе волонтёры, принимавшие участие в очистке загрязнённых пляжей, сообщали о появлении аллергических реакций, головных болей, головокружения и слабости. По свидетельствам очевидцев, в некоторых случаях воздух в зоне работ был сильно насыщен парами нефтепродуктов При этом, по сообщениям из волонтёрских штабов, в распоряжении участников ликвидации загрязнения имелись лишь базовые медикаменты — активированный уголь и «Полисорб».

15 января 2025 года при уборке мазута погиб 17-летний студент Анапского индустриального техникума Александр Комин. У него была бронхиальная астма.
К 15 января за медицинской помощью после работ на пляжах обратились 146 человек, трое были госпитализированы.
Несмотря на предупреждения экологов, 19 января в Анапе прошли традиционные крещенские купания. Представители властей заверили, что качество воды было проверено заранее, однако спустя несколько часов после мероприятия оперативный штаб сообщил о новых фрагментах нефтепродуктов, вынесенных на берег ночным штормом.
1 марта у Анапы умер водолаз, задействованный в очистке дна акватории.

## Ликвидация последствий
Власти Краснодарского края изначально не запрашивали федеральной помощи. Происшествию присвоили только муниципальный уровень чрезвычайной ситуации который 25 декабря повысили до регионального. Только через десять дней после аварии ситуация была признана чрезвычайной на федеральном уровне. Первоначально на ликвидацию последствий выделили 1,2 миллиарда рублей, а 13 января — ещё 1 миллиард. Экологи и волонтёры критиковали действия властей, считая их недостаточными и неэффективными. По данным на 27 января, до 5 тыс. тонн мазута всё ещё оставались на дне моря.

### Очистка пляжей
В первые дни после аварии основная нагрузка по ликвидации загрязнения легла на волонтёров. Для удаления мазута они вручную просеивали песок и собирали комки нефтепродуктов. Активисты отмечали, что в начале работ местные и федеральные чиновники в значительной степени игнорировали проблему. 16 декабря была создана Telegram-группа «Разлив нефти в Чёрном море», которая к 24 декабря объединила более 86 тысяч участников — существенно больше, чем официальные каналы информирования. Волонтёры сталкивались с нехваткой средств индивидуальной защиты, а собранный загрязнённый песок часто оставался на месте из-за отсутствия организованного вывоза и утилизации.
Губернатор Краснодарского края Вениамин Кондратьев создал оперативные штабы в двух муниципалитетах края под руководством их глав. По официальным данным, на 17 декабря в ликвидации последствий были задействованы 433 человека и 65 единиц техники. Работы выполняли специалисты регионального отряда «Кубань-СПАС», ФГБУ «Морспасслужба» и МЧС России.
Жители региона записывали видеообращения к федеральным властям с призывом оказать помощь и создали петицию для привлечения внимания к экологической катастрофе.
По состоянию на 18 декабря в работах по очистке пляжей принимали участие около 4 тыс. волонтёров. Тем не менее масштабные организованные мероприятия по ликвидации последствий начались лишь на девятый или десятый день после аварии.
24 декабря МЧС России опубликовало отчёт о ходе работ в Краснодарском крае и Крыму. В Краснодарском крае было очищено 0,024 км² акватории, обследовано 190 км береговой линии, собрано 25 тонн нефтесодержащей жидкости, установлено 200 метров боновых заграждений. В порту Анапы было собрано более 14 тыс. тонн загрязнённой воды и очищено 4,8 тыс. м² побережья. В Крыму обследовали 349 км береговой полосы, зафиксировали 20 масляных пятен, очистили 14,4 км береговой линии, собрали и вывезли более 109 тонн загрязнённого песка и грунта, а также более 3 тонн нефтесодержащей жидкости.
Несмотря на официальные отчёты, активисты и независимые наблюдатели указывали на ограниченность и несистемность принятых мер. Ключевым нерешённым вопросом оставалась судьба мешков с загрязнённым песком. 24 декабря председатель Следственного комитета России Александр Бастрыкин поручил возбудить уголовное дело по фактам ненадлежащей ликвидации последствий разлива мазута в Краснодарском крае. Однако критика продолжалась. По сообщениям издания Meduza, к концу января сохранялись серьёзные проблемы с очисткой, вывозом отходов, нехваткой техники и бюрократическими препятствиями.
Мазут, в отличие от сырой нефти, образует плотную плёнку на поверхности воды, сворачивается в холодной воде в комки и частично оседает на дно, что затрудняет его сбор. Штормы регулярно приносили на побережье новые загрязнения, которые проникали в толщу песка, образуя несколько слоёв мазута под внешне чистой поверхностью.
Вывоз загрязнённых отходов сопровождался рядом скандалов. 23 декабря оперативный штаб сообщил, что собранные мазут и песок отправляют на временную площадку в промзоне Анапы, откуда их планировалось вывозить на специализированные полигоны для обеззараживания и утилизации. Однако выяснилось, что эта площадка расположена всего в десяти метрах от жилых домов, что вызвало протесты местных жителей. Власти пообещали прекратить использование этой территории к 26 декабря. Позднее была определена новая площадка, а завершение утилизации отходов планировалось в течение нескольких месяцев. Тем не менее экологи высказывали опасения, что загрязнённый песок могут попросту захоронить, как это происходило в других регионах. Ликвидацию временной площадки оперативный штаб пообещал завершить к концу мая.
Лишь 9 января, почти через месяц после катастрофы, президент Владимир Путин на заседании правительства поручил создать общенациональную группу реагирования на последствия аварии.

### Спасение птиц
К 18 декабря в Витязево был открыт пункт спасения птиц, где их очисткой от мазута занимались ветеринары и волонтёры. По данным оперативного штаба Краснодарского края, в период с 27 по 29 декабря было спасено более 1,2-1,5 тысячи птиц, большинство из которых обнаружены на побережье Анапы. Свыше тысячи особей были переданы в реабилитационные центры и зоопарки. Среди пострадавших встречались краснокнижные виды — хохлатые бакланы и чернозобые гагары. Загрязнённых нефтепродуктами птиц находили даже в грузинском Батуми, у многих ветеринары выявили тяжёлую интоксикацию, слипшиеся перья и нарушение терморегуляции.
Очистка одной птицы занимала у волонтёров около 45 минут. Однако после процедуры животные нуждались в специализированном уходе: капельницах, обогреве и восстановлении терморегуляции в безопасной среде. В России отсутствуют специализированные бассейны для выхаживания птиц после контакта с нефтепродуктами, что значительно снижало эффективность реабилитации.
По оценкам волонтёров, уровень выживаемости среди обработанных птиц был крайне низким — не более 10 %. Токсичные вещества часто вызывали необратимые повреждения внутренних органов. Так, ставропольский реабилитационный центр «Пеликан» сообщил, что из 188 птиц, доставленных в ночь с 7 на 8 января, погибло 95 %, всего же из 1051 пострадавшей птицы удалось спасти лишь около 17 %. По словам сотрудников центра, птицы провели в загрязнённой воде более трёх недель и питались заражённой пищей. Окончательное количество погибших особей неизвестно; к концу января оценки достигали 15-20 тысяч.
Сложности сопровождали и возвращение птиц в дикую природу. В начале января специалисты Министерства природных ресурсов сообщили о выпуске 160 чомг и других водоплавающих птиц, заявив, что они готовы к возвращению в естественную среду. Однако уже на следующий день мёртвых птиц начали находить недалеко от места выпуска. Предположительно, причиной гибели стало переохлаждение: при очистке перья потеряли жировую защиту от воды. По мнению волонтёров, птицы должны были находиться в реабилитации не менее двух месяцев. Однако из соображений экономии, под давлением чиновников и руководствуясь письмом «Русского орнитологического общества», птиц выпустили уже на шестой день. Для успешной реабилитации птицам требовались специальные условия — включая «пингвиньи свитера» (аналогичные использовались при спасении пингвинов за рубежом), инфракрасные обогреватели и специализированные центры реабилитации, подобные Международной организации по спасению птиц в США. Волонтёры считали, что преждевременный выпуск птиц был связан с имиджевыми целями и критиковали действия властей. Они также заявляли о давлении на добровольческие организации, ставили под сомнение официальные цифры и методы отчётности.
После широкой критики в СМИ оперативный штаб запретил выпуск птиц без предварительного ветеринарного осмотра. Волонтёры назвали это решение «победой», однако многие выражали недовольство тем, что им пришлось тратить силы на борьбу с бюрократией вместо сосредоточения на спасении животных и очистке пляжей.

### Помощь бизнеса
На фоне сообщений о нехватке оборудования и ресурсов для ликвидации последствий разлива ряд российских компаний оказали финансовую и материальную поддержку волонтёрам. «Яндекс» объявил о выделении 15 миллионов рублей на помощь добровольцам. «Совкомбанк» профинансировал монтаж оперативного штаба, организацию пункта питания и обогрева для волонтёров. Также помощь предоставили Wildberries, Synergetic, «Авито» и «Транснефть».

## Критика и реакции
Несмотря на заявления властей о выделении 2,2 миллиарда рублей на ликвидацию последствий аварии, к концу января многие волонтёры продолжали закупать инвентарь и средства защиты за собственные средства. По данным волонтёрских организаций, только к 24 декабря им удалось собрать более 6 миллионов рублей на приобретение химических реагентов и медикаментов для спасения птиц. Вывоз загрязнённого песка с побережья зачастую осуществлялся на транспорте, предоставленном частными лицами и компаниями. Некоторые государственные центры помощи животным отказывались пускать на свою территорию волонтёров и орнитологов. Добровольцы подозревали, что птицам в таких центрах не оказывают должной помощи, а выделенные средства могут использоваться не по назначению.
Эксперты критиковали недостаточную поддержку со стороны государства, подчёркивая, что для эффективной ликвидации последствий требовалась специализированная техника — как для работы с аварийными танкерами, так и для очистки нефтезагрязнённых участков суши. МЧС России заявляло, что в настоящее время не существует эффективных методов очистки воды и береговой линии от мазута данного типа. Однако специалисты напоминали, что соответствующие технологии применялись ещё в 2002 году, когда у берегов Испании затонул танкер Prestige. Тогда тяжёлым топливом было загрязнено около 2000 километров береговой линии. Советские инженеры ещё в 1989—1990 годах по заказу Миннефтепрома разработали установку, использующую ультразвук для отделения углеводородов от песка и глины. Однако в современной России нефтяные компании заказывают такие установки редко, в основном в рамках судебных разбирательств по экологическим ущербам. Эксперты указывали, что в распоряжении МЧС подобных установок не оказалось, хотя они могли бы существенно помочь в утилизации токсичных отходов после нефтеразлива.
Местные жители и волонтёры критиковали действия властей за медлительность и слабую координацию. Эксперты отмечали отсутствие у государства чёткой стратегии по предупреждению и ликвидации аварийных разливов нефти. Многие добровольцы утверждали, что чиновники не только не помогали, но и препятствовали их работе. Отдельный блок критики был связан с задержкой откачки мазута из танкера «Волгонефть-239», что привело к повторному выбросу нефтепродуктов и усугублению экологической ситуации.
Одним из наиболее спорных вопросов стал вывоз собранного песка и мешков с мазутом. В некоторых районах отходы либо не вывозили вовсе, либо делали это нерегулярно, из-за чего их смывало обратно в море. Власти отрицали эти сообщения, заявляя, что песок транспортируют на специализированные предприятия для утилизации. По данным МЧС, к середине января было собрано более 162 тысяч тонн загрязнённого песка и грунта, однако вывезено только около 40 тысяч тонн. При этом не раскрывалось, какие именно предприятия занимаются переработкой этих отходов и обладают ли они необходимыми мощностями, что вызывало обеспокоенность у экспертов и общественности. 14 января стало известно, что администрация Анапы рассматривает возможность размещения полигона для хранения и утилизации мазутного песка вблизи хутора Воскресенского. По данным «Новых известий», на этом участке уже было захоронено около 125 тысяч тонн загрязнённого материала. Экологи и местные жители высказывали обеспокоенность, отмечая, что предполагаемый полигон находится в курортной зоне, и фактически представляет собой размещение опасных промышленных отходов вблизи зон отдыха.
Во время уборки пляжей водители самосвалов жаловались, что каждая машина могла совершать только одну поездку в день из-за необходимости взвешивания груза до и после разгрузки. Это приводило к очередям грузовиков, задержкам вывоза и скоплению загрязнённого грунта. 24 декабря Forbes, ссылаясь на представителя администрации, сообщил, что места складирования загрязнённого песка будут полностью заполнены в течение двух дней. Между тем, ещё 23 декабря глава Следственного комитета Александр Бастрыкин инициировал уголовное дело, указав на необходимость выяснения конечных точек утилизации мазута.
Значительные разночтения возникли в заявлениях министра природных ресурсов Александра Козлова относительно объёма загрязнения. Он утверждал, что общее количество отходов составляет 200 тысяч тонн песка с концентрацией мазута выше 15 % (что относится к 3-му классу опасности отходов). Таким образом, объём нефтепродуктов в песке мог достигать не менее 30 тысяч тонн. Однако, согласно официальной информации, максимальная грузоподъёмность одного затонувшего танкера составляла 4800 тонн, а суммарно на двух судах находилось около 9200 тонн мазута.
Роспотребнадзор сообщал, что после проведённой очистки пробы воды соответствуют санитарным нормам. Тем не менее, по сообщениям очевидцев, в местах забора проб наблюдались следы плавающего мазута и нефтяной плёнки. Специалисты ИНП РАН подчёркивали необходимость дополнительных исследований для комплексной оценки загрязнения морского дна и воды. По их оценке, часть пляжей в зоне разлива может потребовать закрытия для купания.
Научный руководитель Института водных проблем РАН Виктор Данилов-Данильян в интервью «Коммерсанту» назвал разлив мазута в Керченском проливе самой серьёзной экологической катастрофой России с начала XXI века.
Greenpeace призвала российские власти «приложить все усилия для смягчения или сокращения воздействия разлива нефти на окружающую среду, а также вывести военные корабли и прекратить милитаризацию региона». Пол Джонстон, научный сотрудник исследовательских лабораторий Greenpeace, отметил: «Вокруг разливов нефти всегда существует элемент неопределённости, но отсутствие своевременной информации только усугубляет её. Я не уверен, что мы когда-либо узнаем истинные масштабы случившегося».
Ещё в 1992 году шесть черноморских стран — Украина, Болгария, Грузия, Молдова, Румыния и Россия — подписали Бухарестскую конвенцию о защите Чёрного моря от загрязнения. После разлива нефтепродуктов в районе Керчи Украина обратилась к секретариатам профильных конвенций ООН, ЮНЕСКО, Евросоюзу, Черноморской конвенции, Международной морской организации. Однако позиция большинства вовлечённых стран оставалась сдержанной.

## Причины кораблекрушений и ответственность
Эксперты называли несколько факторов, которые могли привести к катастрофе:
- Превышение срока эксплуатации судов. Конструктивный срок службы подобных танкеров — 25 лет, максимальный — 40. Однако танкер «Волгонефть-212» был спущен на воду в 1969 году, а «Волгонефть-239» — в 1973 году. Оба судна эксплуатировались на 10-15 лет дольше предельного срока[93].
- Нахождение в море во время шторма. Конструкция этих судов не рассчитана на сильное волнение. Для «Волгонефти-212» предельно допустимая высота волны составляла 2,5 метра, для «Волгонефти-239» — 2 метра, тогда как во время шторма в Керченском проливе волны достигали 5 метров. Суда серии «Волгонефть» изначально были речными, зарегистрированными по классу «О» Речного регистра, предназначенными для эксплуатации на реках и водохранилищах. Впоследствии они были переклассифицированы сначала в класс «О-ПР», а затем в «М-ПР», что допускает ограниченное плавание в прибрежных морских районах — не далее 50 морских миль от ближайшего убежища[93][94][95]. Проверка Ространснадзора выявила, что оба танкера нарушили сезонные ограничения на плавание в акватории пролива[96].
- Отсутствие разрешений. «Волгонефть-239» перевозила нефтепродукты из порта Азов, несмотря на приостановление действия её документов Российским классификационным обществом[93].
- Задержка с разгрузкой. По словам капитана, разгрузка «Волгонефти-239» была отложена из-за приоритетного обслуживания танкеров «Роснефти». Экипаж при этом заранее сообщал о технических неполадках, включая неисправность котла[83].

### Уголовные дела
Главное управление Следственного комитета РФ по Республике Крым и городу Севастополю предъявило капитанам обоих танкеров обвинения по статье Уголовного кодекса РФ, предусматривающей ответственность за нарушение правил безопасности движения и эксплуатации морского транспорта, повлекшее по неосторожности смерть человека. Капитан «Волгонефти-212» Леонид Волегов, на чьём судне погиб матрос, был арестован 19 декабря 2024 года и помещён в следственный изолятор до 17 февраля. Капитан «Волгонефти-239», чьё имя не разглашалось, был задержан и отправлен под домашний арест. Максимальное наказание по данной статье предусматривает до пяти лет лишения свободы.

### Владельцы судов и финансовая ответственность
Танкер «Волгонефть-212» (длина 136 м) был зарегистрирован в Санкт-Петербурге и и принадлежал компаниям «КамаТрансОйл» и «Камское пароходство» из Перми, которые приобрели судно в 2014 году — на тот момент ему уже было 45 лет. В 2024 году судно переоборудовали: центральную часть корпуса вырезали, а нос и корму сварили между собой. По предварительным данным, сварной шов не выдержал нагрузки и разошёлся. По результатам проверки «Кама Шиппинг» Трудовая инспекция Прикамья установила, что экипаж не проходил необходимый инструктаж по охране труда и оказанию первой помощи. Компанию обязали выплатить 2 млн рублей семье единственного погибшего — 23-летнего матроса из Астрахани.
Собственником танкера «Волгонефть-239» являлась компания «Волгатранснефть». По данным СМИ, она приобрела этот и ещё пять аналогичных судов по заниженной цене, но к 31 декабря 2022 года не произвела оплату. После аварии компания-кредитор «Волга-бункер» потребовала признать «Волгатранснефть» банкротом. Журналисты сообщали, что обе компании могут быть аффилированы и находиться под контролем одного и того же владельца — бизнесмена Игоря Шаввы. В СМИ выдвигались предположения, что банкротство могло быть преднамеренным.
Согласно федеральному закону «Об охране окружающей среды», юридические лица, допустившие загрязнение, обязаны в полном объёме возместить причинённый ущерб. В данном случае формальными владельцами судов являлись ООО «Кама Шиппинг» («Волгонефть-212») и ЗАО «Волгатранснефть» («Волгонефть-239»). Финансовые претензии к ним выдвигали сразу несколько государственных структур:
- Росприроднадзор — за загрязнение морской среды и гибель редких видов флоры и фауны;
- Министерство природных ресурсов Краснодарского края — за вред животным, не занесённым в Красную книгу;
- Росморречфлот(в лице Морспасслужбы) — за затраты на ликвидацию загрязнения.

Общая сумма требований, предъявленная Росприроднадзором компаниям-загрязнителям, составила 84,9 млрд рублей. Однако процесс взыскания компенсации мог затянуться в суде, поскольку суду необходимо установить обоснованность расчётов. По данным системы СПАРК, убыток компании «Кама Шиппинг» в 2023 году составил 15 млн рублей, а убыток «Волгатранснефти» — 61 млн рублей. Руководитель проекта «Земля касается каждого» Владимир Чупров высказывал опасения, что у компаний отсутствуют ресурсы для компенсации ущерба в полном объёме. Судовладельцы могут попытаться ограничить свою финансовую ответственность, опираясь на положения Международной конвенции об ответственности за ущерб от загрязнения нефтью. Для судов вместимостью до 5000 тонн, как в случае с «Волгонефтью», максимально допустимая сумма выплат составляет 4,51 млн расчётных единиц (СДР). При курсе 132,6 рубля за единицу на 29 декабря 2024 года это эквивалентно примерно 598 млн рублей на одно судно.
Кроме того, если авария будет признана «неожиданным и непредотвратимым штормом», владельцы судов и экипаж могут быть освобождены от прямой вины. С другой стороны, у экипажа «Волгонефть-239» отсутствовали необходимые документы для выхода в море с подобным грузом, что, помимо судовладельца и капитана, может повлечь ответственность администрации порта «Кавказ».
В случае, если ни владельцы судов, ни страховые компании не смогут выплатить компенсации, часть ущерба может быть покрыта за счёт Международного фонда для компенсации ущерба от загрязнения нефтью. Россия с 2001 года делает взносы в этот фонд через крупные нефтяные компании. Однако и в этом случае существует установленный предел по максимальной сумме выплат.
По состоянию на 13 февраля арбитражный суд Краснодарского края оштрафовал судовладельцев танкеров «Волгонефть-212» и «Волгонефть-239» на общую сумму 630 000 рублей за нарушение технических регламентов при эксплуатации судов. В марте администрация Анапы подала иск о взыскании с владельцев затонувших судов ещё 211 миллионов рублей, затраченных на ликвидацию последствий аварии. 10 марта судовладельцы «Волгонефть-212» и «Волгонефть-239» обратились в Арбитражный суд с просьбой ограничить свою ответственность за ущерб от разлива нефти и создать компенсационный фонд в размере 1,07 миллиарда рублей.

### Проверки ликвидации последствий
В марте генпрокурор РФ Игорь Краснов сообщил о начале проверки работы МЧС и его территориальных подразделений. Президент Владимир Путин также отмечал признаки халатности при ликвидации последствий аварии. С критикой действий по устранению экологического ущерба выступали и представители экологических организаций.